# Orodes d'Armènia
Orodes va ser rei d'Armènia del 16 al 18 i breument reconegut com a rei per part de la noblesa l'any 36.
El buit de poder que es va produir a Armènia l'any 16, en empresonar Tiberi al seu rei Vonones I d'Armènia, el va aprofitar el rei Artaban III de Pàrtia, que segons Flavi Josep va envair el país i va fer coronar al seu fill Orodes que va governar del 16 al 18 reconegut per bona part de la noblesa, però els romans van desplaçar un exèrcit que va imposar a Zenó del Pont que va regnar amb el nom d'Artaxes III d'Armènia l'any 18.
L'any 36, Artaban III va enviar a Orodes a ocupar el tron en lluita contra l'iber Mitridates d'Armènia que tenia el suport de l'emperador romà Tiberi, però Mitridates, amb ajut de mercenaris aghuans i sàrmates i del seu germà Pharsman I d'Ibèria, el va rebutjar; Orodes va caure ferit pels auxiliars ibers del rei d'Armènia, i quan el rumor es va escampar, les forces dels parts es van desbandar. Orodes va morir probablement a causa de les ferides en la batalla. Aquest fets Flavi Josep els situa els anys 16-18, però altres historiadors ho fan l'any 36.